# ゴジラ-1
もしかして
- ゴジラ-1.0

ではありませんか？